# Karin Nyman
Karin Nyman geb. Lindgren (* 21. Mai 1934 in Stockholm) ist eine schwedische Übersetzerin und Schriftstellerin. Sie ist die Tochter von Astrid Lindgren.

## Berufsleben
Ihr Berufsleben in der Literaturwelt begann Karin Nyman als Übersetzerin. Unter anderem hat sie Werke aus folgenden Sprachen ins Schwedische übertragen: Englisch, Französisch, Deutsch, Dänisch, Norwegisch.
1965 begann Karin Nyman auch eigene Bücher (hauptsächlich Kinderbücher) zu schreiben.

## Privatleben
Karin Nyman ist die Tochter von Sture (1898–1952) und Astrid Lindgren, geborene Ericsson (1907–2002). Nach eigenen Angaben dachte sich Karin Nyman im Alter von sieben Jahren den Namen „Pippi Langstrumpf“ aus.
Von 1958 bis 2020 war Karin Nyman mit dem Übersetzer Carl Olof Nyman (1931–2020) verheiratet. Der Ehe entstammen vier Kinder: Charles John (geb. 1959), Malin (geb. 1961), Nils (geb. 1964) und Olle (geb. 1968). Letzterer ist Vorstandsvorsitzender des Unternehmens „Saltkråkan AB“, das den literarischen Nachlass von Astrid Lindgren verwaltet. Unter anderem wird auch der Themenpark „Astrid Lindgrens värld“ (deutsch: Astrid Lindgrens Welt) in Vimmerby betrieben.

## Übersetzungen (Auswahl)
- A. Philippa Pearce: „Skattsökare i kanot“ („Minnow on the Say“), 1956
- Jules Verne: „Till jordens medelpunkt“ („Voyage au centre de la terre“), 1965
- Paul-Jacques Bonzon: „Vi sex och vår hund“ („Les compagnons de la Croix-Rousse“), 1968
- Christine Nöstlinger: „Ilse, på rymmen“ („Ilse Janda, 14“), 1975
- Alfred Nobel: „Mitt hjärtebarn: de länge hemlighållna breven mellan Alfred Nobel och hans älskarinna Sofie Hess“ („Natur och kultur“), 1995
- Ragnar Hovland: „Små tygdjur vet så lite“ („Bjørnen Alfred og hunden Samuel forlet pappkartongen“), 1996
- Peter Handke: „En mörk natt lämnade jag mitt tysta hus“ („In einer dunklen Nacht ging ich aus meinem stillen Haus“), 2000
- Lene Kaaberbøl: „Fiendeblod“ („Fjendeblod“), 2014

## Eigene Werke (Auswahl)
- Ich kann alle Autos fahren, Oetinger, Hamburg 1966
- Ich kann alle Autos reparieren, Oetinger, Hamburg 1973, ISBN 978-3-78-915551-2.